# نجات و قتل‌عام نصیرات
به گفته وزارت بهداشت غزه و مقامات بهداشت فلسطین، در ۸ ژوئن ۲۰۲۴، ارتش اسرائیل در جریان عملیات نجات گروگان در اردوگاه آوارگان آنروا نصیرات، دست کم ۲۷۶ نفر را کشت و بیش از ۶۹۸ نفر را مجروح کرد. هدف از این عملیات آزاد کردن چندین گروگان بود که در حمله ۷ اکتبر به اسرائیل گرفته شده بودند. ارتش اسرائیل به کشته شدن کمتر از ۱۰۰ فلسطینی اعتراف کرد.
بنا بر گزارش‌ها، این عملیات شامل صدها نیروی زمینی و بمباران اولیه سنگین در کمپ بود. به گفته ارتش اسرائیل، هنگامی که خودروی ارتش اسرائیل حامل سه گروگان شکسته شد، خشونت بیشتر شد و منجر به درگیری‌های شدید، حملات هوایی و پشتیبانی دریایی شد. غیرنظامیان مجروح به بیمارستان شهدای الاقصی و بیمارستان العوده منتقل شدند، هرچند گزارش شده است که الاقصی به دلیل بمباران شدید اسرائیل با تلفات جانی و اختلال در ارتباطات مواجه شده است.
در حالی که ارتش اسرائیل به خاطر نجات موفقیت‌آمیز چهار گروگان اسرائیلی مورد ستایش قرار گرفت، به دلیل تلفات بالای غیرنظامیان هم  محکوم شد. هم سازمان‌های بشردوستانه و هم دولت‌ها این حمله را یک قتل‌عام توصیف کردند و سازمان ملل اعلام کرد که ارتش اسرائیل مرتکب جنایات جنگی شده است. اسرائیل در دفاع از خود گفت که شبه نظامیان حماس را که در حمله ۷ اکتبر شرکت داشتند، هدف قرار داده است.

## کشتار
در ۸ ژوئن ۲۰۲۴ حوالی ظهر، ارتش اسرائیل عملیات نجات گروگان‌های گرفته شده در حمله ۷ اکتبر را آغاز کرد. به گفته سخنگوی ارتش اسرائیل، دریاسالار دانیل هاگاری، مأموریت نجات در قلب محله مسکونی در اردوگاه پناهندگان نصیرات انجام شد، جایی که بنا بر گزارش‌ها، چهار گروگان در دو بلوک مسکونی جداگانه نگهداری می‌شدند. به گفته عمر عاشور، استاد مؤسسه تحصیلات تکمیلی دوحه، نیروهای اسرائیلی ابتدا عملیات سنگینی را در دیرالبلح و بوریج برای بیرون کشیدن شبه نظامیان و پنهان کردن مقاصد آن آغاز کردند و سپس حمله شدیدی را به نصیرات انجام دادند.
گزارش‌ها حاکی از آن است که این عملیات شامل صدها سرباز و پشتیبانی هوایی سنگین بود که به اردوگاه پناهندگان حمله کرد. به گفته شاهدان، خودروهای نظامی اسرائیل به‌طور غیرمنتظره ای به داخل اردوگاه حرکت کردند که این حرکت همزمان با بمباران شدید مناطق وسیعی از اردوگاه بود. روزنامه‌نگاران روی زمین همچنین بمباران شدیدی از جمله حملات هوایی و شلیک گلوله‌ها از کشتی‌های جنگی مجاور و گلوله‌های توپخانه را توصیف کردند.
به گفته منابع امنیتی اسرائیل، نیروهای ویژه وارد اردوگاه آوارگان شدند که خود را به عنوان آوارگان فلسطینی در حال فرار از رفح نشان می‌دادند. طبق گزارش‌ها، آنها به مردم محلی گفتند که از حمله اسرائیل به رفح می‌گریزند و ساکنان فلسطینی نیز اظهار داشتند که نیروهای دیگر با کامیون‌های کمک‌های بشردوستانه وارد شده‌اند.

## تلفات
کامیون‌ها و آمبولانس‌ها مجروحان را برای مداوا به بیمارستان الاقصی منتقل کردند. قبل از این عملیات، بیمارستان مملو از تلفات غیرنظامی بود. یکی از نمایندگان پزشکان بدون مرز (MSF) وضعیت بیمارستان الاقصی را یک «کابوس» توصیف کرد. تعداد کل تلفات مورد مناقشه است. وزارت بهداشت غزه و مقامات بهداشت محلی اعلام کردند که در عملیات امداد و نجات اسرائیل دست کم ۲۷۴ فلسطینی کشته و ۶۹۸ نفر زخمی شدند. دریاسالار دانیل هاگاری، سخنگوی ارتش اسرائیل گفت که اسرائیل از اینکه "زیر ۱۰۰" فلسطینی که در این عملیات کشته شده‌اند، آگاه است. وزارت بهداشت غزه از کشته شدن ۶۴ کودک و ۵۷ زن در این حمله خبر داد.
به گفته حماس، چند گروگان اسرائیلی در حمله اسرائیل کشته شدند. این گروه در کلیپی اعلام کرد که در جریان این عملیات سه گروگان از جمله یک آمریکایی کشته شدند. ارتش اسرائیل کشته شدن گروگان‌ها در جریان این عملیات را تکذیب کرد.

## دخالت آمریکا
بلافاصله پس از این عملیات، ایالات متحده متهم شد که به ارتش اسرائیل اجازه استفاده از اسکله بشردوستانه خود را داده است. این اتهام پس از آن مطرح شد که تصاویر ویدئویی نشان داد که یک هلیکوپتر ارتش اسرائیل از یک ساحل با اسکله کمک‌های بشردوستانه در پس‌زمینه بلند می‌شود. دو مقام آمریکایی این موضوع را رد کردند. سخنگوی پنتاگون در بیانیه‌ای اعلام کرد که بالگردهای اسرائیلی از منطقه «نزدیک» اسکله استفاده کردند. مقامات اسرائیلی و آمریکایی تأیید کردند که اطلاعات آمریکا به ارتش اسرائیل برای نجات گروگان‌های آنها کمک کرده است.

## واکنش‌ها
برنامه جهانی غذا فعالیت خود را با اسکله بشردوستانه ایالات متحده به دلیل نگرانی‌های امنیتی متوقف کرد. کارشناسان حقوق بشر سازمان ملل متحد نیروهای اسرائیلی را به اتهام پنهان شدن در کامیون‌های کمکی که از اسکله کمک‌های بشردوستانه ایالات متحده آمده بود، محکوم کردند و این اقدام را جنایت جنگی توصیف کردند.